# О-Сейбл (Нью-Йорк)
О-Сейбл (англ. Au Sable) — місто (англ. town) в США, в окрузі Клінтон штату Нью-Йорк. Населення — 3183 особи (2020).

## Демографія
Згідно з переписом 2010 року, у місті мешкало 3146 осіб у 1299 домогосподарствах у складі 854 родин. Було 1473 помешкання
Расовий склад населення:
| - 96,7 % — білих - 0,9 % — чорних або афроамериканців - 0,5 % — азіатів - 0,2 % — корінних американців |

До двох чи більше рас належало 1,7 %. Частка іспаномовних становила 1,5 % від усіх жителів.
За віковим діапазоном населення розподілялося таким чином: 22,3 % — особи молодші 18 років, 63,8 % — особи у віці 18—64 років, 13,9 % — особи у віці 65 років та старші. Медіана віку мешканця становила 40,8 року. На 100 осіб жіночої статі у місті припадало 99,9 чоловіків;  на 100 жінок у віці від 18 років та старших — 100,4 чоловіків також старших 18 років.
Середній дохід на одне домашнє господарство  становив 55 496 доларів США (медіана — 43 182), а середній дохід на одну сім'ю — 63 701 долар (медіана — 52 750). Медіана доходів становила 41 060 доларів для чоловіків та 34 375 доларів для жінок. За межею бідності перебувало 16,3 % осіб, у тому числі 25,1 % дітей у віці до 18 років та 3,8 % осіб у віці 65 років та старших.
Цивільне працевлаштоване населення становило 1378 осіб. Основні галузі зайнятості: роздрібна торгівля — 19,4 %, освіта, охорона здоров'я та соціальна допомога — 18,9 %, виробництво — 12,3 %, науковці, спеціалісти, менеджери — 9,7 %.